# Aviadvigatel
Aviadvigatel OJSC (em russo:  ОАО "Авиадвигатель" - literalmente "Motor aeronáutico") é um desenvolvedor e fabricante de motores aeronáuticos, mais notavelmente de motores a jato para aeronaves militares e civis. Baseado em Perm, seus produtos são utilizados no Ilyushin Il-76MF, Ilyushin Il-96, Tupolev Tu-204 e Tupolev Tu-214. Projeta e constrói também turbinas a gás de alta eficiência para uso em estações de energia elétrica e para plantas de bombeamento de gás. A empresa tem sua história desde os tempos da OKB-19, montada para fabricar motores aeronáuticos.

## History

### Fundação e Era Shvetsov

Árvore de motores da família Shvetsov

A Aviadvigatel teve seu início no projeto e fabricação de motores na fábrica No. 19 fundada em Perm, União Soviética no dia 1 de Junho de 1934, para produzir o motor Shvetsov M-25, baseado no Wright Cyclone. Arkadiy Shvetsov foi nomeado projetista chefe da fábrica, também conhecida como "Escola de Motores/Projetos de Perm". A escola recebeu a designação  OKB-19, conhecida informalmente como Escritório de Projetos Shvetsov.
O primeiro motor a ser construído pela OKB-19 era uma versão licenciada do motor radial Wright R-1820-F3 Cyclone 9, designado como Shvetsov M-25. Outros motores a pistão projetados por Shevtsov foram produzidos, como o M-11, M-71, ASh-2, ASh-21, ASh-62, ASh-73 e o ASh-82. Em apenas quatro anos a OKB-19 era o principal projetista e fabricante de motores aeronáuticos radiais para a indústria de aeronaves soviética. Outros dois escritórios receberam a tarefa de criar motores em linha, sendo os OKBs de Aleksandr Mikulin e Vladimir Klimov.
Durante a Segunda Guerra Mundial a fábrica excedeu sua capacidade de produção por um fator de 12, produzidno mais de 32.000 motores para as aeronaves Lavochkin La-5, Sukhoi Su-2 e Tupolev Tu-2. Na década de 1950 a fábrica passou da produção de motores a pistão para motores a jato, consolidando assim sua posição e se tornando um parceiro no fornecimento de produtos aeronáuticos para Tupolev, Ilyushin, Mikoyan, Mil, e Myasishchev.

### Era Soloviev
Após a morte de Shvetsov em 1953, a liderança foi tomada por Pavel Alexandrovich Soloviev, e a OKB ficou então conhecida como Escritório de Projetos Soloviev. Sob o comando de Soloviev, a empresa se tornou notável pelo motor D-15, utilizado no Myasishchev M-50 em 1957. Outros projetos notáveis incluem o turboeixo D-25 e os turbofans D-20 e D-30.

### Era pós-soviética
Após 1989 e até Junho de 2001, com uma pausa em 1995-1997, a empresa foi liderada por Yuri Evgenievich Reshetnikov.
A Perm Engine Company foi estabelecida em 1997 como uma subsidiária da Perm Motors Company, tendo por herança a fábrica de turbinas a gás e as ricas tradições da maior companhia de Ural Oeste. Em Junho de 2001 Alexander A. Inozemtsev, projetista chefe, se tornou diretor geral da Aviadvigatel OJSC. Iniciando em Outubro de 2006, ocupou a posição de diretor geral e projetista chefe.

## Produtos

### Produtos atuais
- Aviadvigatel PD-12 turboeixo, uma atualização para o Mi-26, afim de substituir o ucraniano D-136
- Aviadvigatel PS-12
- Aviadvigatel PS-30 , variantes do D30K, D30F6
- Aviadvigatel PD-14 turbofan, será utilizado no Irkut MC-21
- PD-18R geared turbofan 180 kN
- PD-12V PD14V turboeixo com 8.500 kW (11.400 shp) para o Mil Mi-26
- Aviadvigatel PD-30
- Aviadvigatel PS-90 turbofan, utilizado no Ilyushin Il-76, Ilyushin Il-96, Beriev A-50, e na série Tupolev Tu-204/214.
- GP-2 (PS-90-GP-2) Turbina a gás
- GTE-25P (PS-90GP-25) baseado no PS-90 e nas turbinas a gás GTA-25 e GTU-25P
- GTU-16P com base no PS-90A e GTU-12P
- GTU-12P baseado no D-30 e outras turbinas a gás (como o GTU4P GTU6P)
- GTU-8 (6-8,5 MW) e GTU-16 (12,4-16,5 MW), criado a partir do PD-14
- GTU-30P 30 34 MW [3] GTE30 baseado no D-30F6 e PS-90
- GTU-32P com base no D-30F6 e MS5002E (GPU32 "Ladoga" construído na fábrica NZL em São Petesburgo[4] )
- GTE180 GTE160 GT100 GTE65

Em construção e desenvolvimento
- PD-24 (cerca de ± 240 kN)
- PD-28 (cerca de ± 280 kN)
- PD-35 (até 300/328 kN, máx. 350) em conjunto com o PD24 PD2
- GTUs 30 e 40 MW

### Motores Shvetsov
- Shvetsov ASh-2
- Shvetsov ASh-21
- Shvetsov ASh-62/M-62
- Shvetsov ASh-73
- Shvetsov ASh-82/M-82
- Shvetsov ASh-83
- Shvetsov ASh-84
- Shvetsov M-11
- Shvetsov M-22
- Shvetsov M-25
- Shvetsov M-63
- Shvetsov M-64
- Shvetsov M-70
- Shvetsov M-71
- Shvetsov M-72
- Shvetsov M-80
- Shvestov M-81

### Motores Soloviev
- Soloviev D-20 turbofan, utilizado no Tupolev Tu-124
- Soloviev D-25 turboeixo, utilizado nos helicópteros Mil Mi-6 e Mil Mi-10
- Soloviev D-30 turbofan, utilizado nas aeronaves Tupolev Tu-134A-3, A-5, e B, Mikoyan-Gurevich MiG-31, Ilyushin Il-62, Ilyushin Il-76, Beriev A-40 e Tupolev Tu-154